# Gears of War 4
Gears of War 4 o Gears 4 es un videojuego de acción y shooter en tercera persona desarrollado por The Coalition y distribuido por Microsoft lanzado el 11 de octubre de 2016 para Xbox One y Windows 10
Es el primer videojuego de la saga del que es propietario Microsoft y el primero para su consola de octava generación. El de 2015, en la conferencia del E3, se mostró un "gameplay" del mismo bajo el título Gears 4, siendo este un diminutivo pues en la página web oficial figuraba como Gears of War 4.
Es la secuela de Gears of War 3, añade nuevos personajes, enemigos, armamento y mecánicas de juego.

## Juego
Gears of War 4 tiene lugar 25 años después de los acontecimientos ocurridos en Gears of War 3, y según Rod Fergusson, Director de The Coalition, el propósito del estudio es devolver la saga a sus orígenes, con una ambientación y una historia más oscura y misteriosa, tal y como tuvo el primer Gears of War. El nuevo enemigo será "El Enjambre" (The swarm) quien se desconoce de donde viene. El juego estará protagonizado por 3 principales protagonistas y dos co-protagonistas en el equipo:
James Dominic "JD" Fenix: Hijo de los héroes de guerra: Michael Marcus Fénix y Anya Stroud, protagonistas principales de la trilogía original de Gears of War de Xbox 360.
Este se escapó de casa para unirse a la CGO, para tras un tiempo después desertar por un incidente que aún no se explica pero este fue de una gran magnitud.
Michael Marcus Fenix: Veterano y exsoldado de la Coalición (CGO) regresa a la acción para eso se une al equipo de JD Fenix, solo que esta vez vuelve más veterano y algo rudo como las anteriores entregas, pero ya algo viejo.
Delmont “Del” Walker: Es un gran amigo de JD. Se conocieron en el internado y se alistó a la CGO junto a él. Se vio envuelto en el mismo incidente que JD, y es tal la lealtad que le procesa que al igual que este también desertó.
Kait Diaz: Una chica de armas, nació y creció tras los muros que protegen las ciudades, donde viven la mayoría de humanos. Es hija de una de los líderes de los forasteros.
Oscar Diaz: Oscar es el tío de Kait y el cuñado de Reyna. Es un gran guerrero al que le gusta el combate, el vino y las mujeres. Está resentido con JD y Del por deserción de la CGO. A menudo los llama “fugitivos” por alejarse de su deber como Gears.
Otros personajes que están presentes son:
Reyna Diaz: Es la madre de Kait y la líder de los Forasteros, quienes viven en el exterior de la ciudad amurallada de la Coalición.
Agustus Cole: Es co-protagonista de la trilogía original y parte del pelotón kilo en Gears of War: Judgement; este es antiguo jugador de thrashball y hasta el momento no se conoce a que se dedique por su corta aparición en esta cuarta entrega.
Damon Baird: Es igual que Cole co-protagonista de la trilogía original y parte de el pelotón kilo en Gears of War: Judgement. En este en Gears of War se sabe que es el científico detrás de la construcción y líder de la organización DeeBees, y son estos quienes están detrás de los sucesos del juego.
Samantha "Sam" Byrne: Es personaje secundario de Gears of War 3 y su aparición en Gears of War 4 es mínima, también es actual pareja de Baird, "amigovia" según sus palabras. Es lo único que se sabe, porque del resto de información y de su vida no se conoce lo que hace.
Primera Ministra Jinn: Actual líder de la CGO, responsable de la ciudad acorazada de la coalición , líder de los DeeBees y la cual parece conocer los sucesos detrás de el deserto de JD.
Enemigos:
Juvie Swarm: Los juvies son la forma joven del el swarm. Y al pasar con el tiempo este evoluciona por medio de una metarmofosis para crecer por medio de los agujeros-e hasta ser un poco inteligente y allí comienza usar armas de fuego según los de la revista game informer estos comenzaran a trepar por las paredes y serán rápidos pero son fáciles de matar.
Drone Swarm: El drone swarm es la etapa final del juvie este comienza ser inteligente y usar armas y granadas de fragmentación estos fueron posiblemente inspirados en los drones locust de los primeros gears of war con diferentes variaciones dependiendo su estilo de combate.
Pouncer: El pouncer es un enemigo que se mostró en la E3 del 2015 el primer enemigo confirmado para el juego este tiene el aspecto en una rata gigante que puede trepar y subir a edificios su arma principal seria la cola pues lanza púas además de que este se lanza al enemigo para devorar su cabeza como otra arma.
Raptor (Snatcher): este es la forma adulta de un pouncer este regularmente ataca sin que lo vean, su propósito es raptar a las personas para meterlas en vainas y transformarlas a juvies.
Kraskswarm: El Kraskswarm es el enemigo final que aparece en la campaña luce en una variación de berserker enorme, tomando referencia de las bestias locust (Corpser, berserker, brumak, sembrador y leviatán) puede lanzar una especie de sembrador swarm de su pecho parecido a los transportes, usar sus tentáculos y patas parecidas a las de un insecto.
Transporte (Carrier): El Carrier es una criatura gigantesca capaz de liberar como nemazist los cuales atacarán a todo lo que vean además de que si un enemigo esta a una pequeña distancia este lo partirá en 2, estos de origen desconocido junto con el resto del enjambre (The swarm).
Fecha de Lanzamiento:
Su fecha de lanzamiento fue el 11 de octubre, pero contó con 4 días de acceso anticipado si se adquiere la edición gears of war Ultimate Edition y llegará en exclusiva a Xbox One y Windows 10, estos son los requerimientos para poder jugarlo en 4K. ( mediante el servicio de Xbox Play Anywhere).
También el domingo 10 de abril de 2016, Xbox y The Coalition sacó el tráiler oficial del juego, que solo duró un minuto mostrando a JD corriendo de unos juvies, pouncers y recordando en su infancia a su padre Marcus Fenix pero ahora como granjero por así decirlo y su madre Anya, revelando que Marcus y Anya formaron una familia con JD y al final JD lucha contra un pouncer que estaba en las ramas del un árbol.
Al igual que los otros juegos de la saga de Gears of War, tuvo una preventa que contenía a Marcus en su "look" veterano a Anya como en el tráiler "Tomorrow" a Dominic Santiago zombi, La lancer y la gnasher con skins dorados. Cuyo periodo de exclusividad fue de 1 año y un 1 mes, cuyo contenido de preventas del juego que contenía personajes "exclusivos" y skins salieron crafteables el 28 de noviembre de 2017, bajo la oleada de nuevo contenido de la Serie 3.
En un principio, Gears of War 4 iba tener otra historia, ya fuera sobre las guerras del péndulo o sobre que los humanos viajarían a otro planeta, dejando a Sera en el olvido, pero fueron descartadas porque la lucha entre humanos o el que estos viajaran a otro planeta no tendría importancia o sentido, así que al final se decidió que el juego siguiera la línea de los anteriores títulos de la saga, solo que el nuevo enemigo de los humanos se llamaría "The Swarm". La beta estaba disponible el 18 de abril. El 22 de abril salió a la luz un nuevo tráiler, que mostraba los nuevos modos multijugador, así como la fecha de estreno del juego, el 11 de octubre.

## Desarrollo
Durante el E3 2013, el vicepresidente de Microsoft Studios, Phil Spencer comentó sobre el futuro de la franquicia, diciendo: "Me encanta la franquicia Gears, han hecho un trabajo realmente bueno. Yo creo que es también un momento muy interesante para poner en marcha la nueva IP, y eso es algo que estamos realmente invirtiendo. Han visto Quantum Break, también Sunset Overdrive y Crimson Dragon, y juegos grandes y pequeños de muchos desarrolladores diferentes. Creo que contábamos, y teníamos ocho o nueve nacionalidades diferentes en el escenario. Es una oportunidad genial para traer un montón de nuevos contenidos".
El 27 de enero de 2014, Microsoft anunció que había comprado los derechos de la franquicia de Epic Games, y que un nuevo juego iba a ser desarrollado por The Coalition para Xbox One.
Rod Fergusson, exdirector de producción de Epic Games en la franquicia Gears of War, se unió a Microsoft y desempeña un papel clave de liderazgo en el desarrollo de la franquicia en el futuro.
El 1 de abril de 2015, Jack Tala confirmó que el próximo Gears of War no estará disponible para la Xbox 360. En una respuesta a una pregunta en Twitter, dijo Tala: "No lo siento, no estará disponible para Xbox 360, pero estará disponible para Xbox One".
El 13 de junio de 2016, Rod Ferguson confirmó en el E3 2016 que el videojuego también saldría en PC mediante el sistema operativo: Windows 10, y que esté contaría con el programa Xbox Play Anywhere, el cual consiste en tener Cross-Buy (compras el juego para una plataforma y te regalan una copia para la otra), Cross-Save (tu progreso, no importa en donde juegues, lo tendrás ahí) y Cross-Play (juego multijugador entre distintas plataformas) entre otros.
También en la E3 al final del gameplay se mostró que al parecer regresaría Marcus Fenix pero ahora algo viejo y dice: "Bienvenido a casa James" (JD) dando a entender que el nombre completo de JD es: James Dominic Fenix.
Hace un mes se mostró otro gameplay que este tenía a JD, Kate, Del y Marcus, dando a entender que Marcus Fenix es parte fundamental de la historia de la campaña.
El día 8 de julio de 2016 se mostró un cuatro gameplay de la campaña en la página de IGN exclusivamente se nos muestra que los protagonistas no solo se van a enfrentar a los: 'Swarms' sino también a robots llamados 'DeeBees' y se nos dan a conocer mediante el gameplay nuevas armas que serán introducidas por primera vez en el juego las cuales se muestran rifles de asalto llamados enforcers, rifle francotirador llamado EMBAR y una Tri-shot (remplazo de la Mulcher) las cuales son portadas por los DeeBees.
El día 12 de agosto de 2016 se dio a conocer más información sobre la campaña, en la cual nos explican breve mente un poco del origen de los DeeBees, los DeeBees fueron creado por la CGO para remplazar a los pocos soldados que quedan en la CGO y así evitar perder bajas humanas, los DeeBees fueron enviados (en vez de la CGO) a investigar a las extrañas desapariciones del los habitantes de Sera, los DeeBees son robots humanoides que buscan la cooperación social y seguridad. También se menciona que fue introducido un nuevo personaje el cual tiene el nombre de First Minister Jinn el cual es líder de la CGO y ha dejado a la comunidad protegida de todo, para evitar más bajas de los pocos humanos que queda.

## Mapas
Mapas que se estrenaron junto al juego
1. Ascensor
2. Base nuclear
3. Forjar
4. Fundación
5. Impacto
6. Presa
7. Puerto
8. Punto muerto
9. Reclamado
10. Reliquia
Mapas Que Salieron Más Tarde
Mes De Noviembre:
Dique Seco:
Los restos de este barco contenedor castigado por los elementos son ahora el refugio de un grupo que ha colonizado las inmediaciones. Controlar las plataformas elevadas permite desarrollar potentes tácticas de apoyo, aunque el barco es grande y difícil de controlar sin ayuda.
De Compras:
El Pay-N-Save local, ahora desierto y cubierto en parte de maleza, fue alguna vez el destino comercial más popular de Hanover. Sus largos pasillos y vestíbulos son ideales para intensos enfrentamientos a corta distancia.
Mes De diciembre de 2016:
Speyer:
Este distrito, evacuado tiempo atrás, es una muestra de cómo era la vida antes de las guerras Locust. Sus opulentos interiores y sus pintorescas plazas permiten interacciones a larga distancia. Para controlar el santuario hay que ganar los combates a corta distancia al tiempo que los equipos se coordinan para dominar la academia en crecimiento.
Gloria:
Un monumento de poderío militar. Nunca se ha utilizado esta poderosa batería de la CGO con el fin de mantenerla en secreto. Se puede usar la torreta montada de la fortaleza para dominar el patio de abajo, pero es vulnerable a las armas explosivas y al fuego de precisión.
Mes De enero de 2017:
Camino De Sangre:
Tras el día-E, los ambulatorios civiles trabajaron durísimo para ofrecer un refugio a los evacuados y mantener a los Gears en el campo de batalla. Una zona elevada fácilmente defendible y la abundancia de cuellos de botella generan toda clase de situaciones emocionantes, tanto en ataque como en defensa.
Torre De Reloj:
La llegada del enjambre al centro de esta ciudad olvidada ha convertido una vieja y querida plaza en un montón de escombros abandonados. La ruta que pasa bajo la torre del reloj es la vía más rápida para llegar al frente, pero el ayuntamiento, gracias a su mayor elevación, constituye una poderosa posición defensiva que permite controlar el mapa y apostar francotiradores.
Mes De Febrero:
Impacto Oscuro:
Los restos de un Cóndor accidentado arden en la noche y un humo negro inunda la manzana. Debido a la escasa visibilidad, este mapa es el escenario perfecto para enfrentamientos a corto alcance donde el trabajo en equipo es esencial.
Maquina De Guerra:
El estado de emergencia declarado en un populoso asentamiento de la CGO ha obligado a evacuar esta estación de tránsito. La zona que rodea las vías ofrece un atajo, pero es vulnerable al mortífero fuego de las torretas.
Mes De Marzo:
Restaurante:
Esta parada de camiones fue una vez un reducto de civilización en el gran desierto. En el restaurante Major Burger hay una arena de combate cercano, con la oportunidad de influir en la pelea exterior.
Ciudad Antigua:
Esta aldea aletargada fue una vez una ubicación estratégica para el esfuerzo de guerra de la URI. En el mercado del centro siempre hay mucha acción, aunque las peleas se ganan o pierden más a menudo en los callejones serpenteantes
Mes De Abril:
Hotel:
El asediado hotel Pinion ha servido más de una vez de base de operaciones avanzada para el CGO. El interior aislado del hotel proporciona un flanco peligroso, pero potente, a la lucha callejera.
La losa:
La Losa fue antaño el hogar de los criminales más viles del CGO. Enfrentarse al enemigo en su terreno es clave para dominar esta brutal prisión.
Mes De Mayo:
Seguridad:
Las puertas de la cámara de este antiguo depósito de la CGO están abiertas y ya nadie protege el oro, carente de todo valor. Se puede controlar el acceso a las zonas clave mediante el sistema de seguridad láser de la cámara
Alba:
Los forasteros han transformado esta colonia minera abandonada en un próspero asentamiento. Dos estructuras defensivas definen el paisaje: la zona elevada del bar y la mina fortificada.
Mes De Junio:
Pulmón Negro:
Este crucero, que alguna vez fue una orgullosa nave de la CGO, yace ahora abandonado y oxidado sobre un lecho marino desecado. Al cruzar la expuesta zona del centro se pueden levantar unas plataformas para contar con mayor protección.
Avalancha:
Una ladera pronunciada se asoma sobre este nevado centro urbano. El fragor del combate podría bastar para provocar una avalancha que transforme el campo de batalla.
Mes De Julio:
Reclamado Llamarada:
Una fuerte tormenta amenaza esta granja antaño apacible. Cuando empeora el clima, una llamarada cae sobre el campo de batalla y lo cubre todo de relámpagos y fuertes vientos.
Raven Caído:
Un King Raven derribado aísla las cuatro esquinas de esta solitaria intersección. El combate fluye en un patrón circular que beneficia a quienes colaboran para presionar posiciones atrincheradas.
Mes De Agosto:
Bombardeo En Forjar:
Esta fábrica, que alguna vez fue un elemento esencial de la industria siderúrgica de la CGO, está sepultada bajo una montaña de arena. El incinerador, que se puede activar desde la torre de control, aniquila todo cuanto hay en su interior.
Canales:
Un canal separa esta formidable fortaleza de la ciudad de la CGO en la que se construyó. Tres puentes paralelos definen una tipología de enfrentamiento encarnizado y cuerpo a cuerpo.
Mes De Septiembre:
Mercy:
El clásico campo de batalla de Gears of War 3, situado en la ciudad natal de Maria, la esposa de Dominic Santiago, regresa por petición popular en Gears of War 4.
Puerto Neblina:
¡Prepárense para un combate que les pondrá los nervios de punta en Neblina en Harbor! Esta nueva interpretación de Harbor tiene lugar durante el día, y presenta una nueva mecánica que consiste en una niebla que envuelve todo el campo de batalla.
La niebla puede aparecer desde el mar en cualquier momento, lo cual reduce drásticamente la visibilidad y proporciona una oportunidad perfecta para realizar un ataque sorpresa o un sigiloso flanqueo. La niebla consigue cambiar totalmente la dinámica del combate.
Mes De Octubre:
Gasolinera:
Carrera por conseguir el rifle de francotirador que hay en los camiones y ese primer enfrentamiento de francotirador doble.
El mayor tamaño del mapa brinda más oportunidades para flanquear y atrapar a oponentes al descubierto, y el almacén ofrece fantásticas oportunidades a los jugadores con gnasher, con infinidad de lugares para ponerse a cubierto. Los pequeños espacios de visibilidad que ofrecen las puertas del almacén siguen siendo fantásticos para hostigar a los oponentes con un lancer... ¡siempre y cuando que el francotirador enemigo no te vuele la cabeza primero!
Plataforma de extracción:
La plataforma de extracción se basa en el espíritu de la original, pero el mapa está re diseñado sin la mecánica de un elevador en movimiento y un territorio en expansión. Situado en una planta de extracción de Imulsión en el medio del mar Serano, este mapa en medio del océano presenta una experiencia más rápida y táctica que la original.
El campo de batalla fue redefinido de diferentes maneras que cambiarán las formas de lucha que creías conocidas... desde flujos de reaparición más rápidos hasta numerosos cambios de cobertura que ofrecen diversas soluciones para abordar cada parte del mapa.
Sin el movimiento del elevador en juego, la acción es mucho más violenta desde el momento en que reapareces, gracias a la disponibilidad inmediata de dos armas de alta potencia y granadas de fragmentación para luchar. La plataforma del submarino ofrece una nueva posición defendible cerrada (¡también fantástica para Horda!) con un EMBAR o rifle de francotirador a mano que, si tienes la valentía suficiente para sostenerlo, es la herramienta perfecta para castigar a los oponentes desde esta posición elevada.
Aparecerán nuevas estrategias gracias al sistema de cierre de puertas que los jugadores pueden operar en la sala de control y que se convierten en un mecanismo de protección durante un tiempo limitado. Úsalas para cubrirte al cruzar a descubierto, para enfrentarte cara a cara con un oponente por un anillo o simplemente para anular líneas de disparo.
Argumento de los mapas:
La trama se ambienta 25 años después de los acontecimientos de Gears of War 3.

## Modos de juego
En esta cuarta entrega se incluyeron nuevas formas para jugar los modos de juego las cuales son:
Partida Social Rápida: Es la formas más rápida de jugar gears of war 4 teniendo rotaciones de mapas y de los modos de juegos los cuales solo son lo principales y no se incluyen los competitivos la principal temática de este modo de juego es el jugar partidas de corta duración y que no afecten tu clasificación.
Partida Principal: Este modo de juego tiene la particularidad de incluir rangos para los diferentes modos de juegos de esta lista los cuales son: Guardián, Dodgeball, Duelo por equipos, Rey de la colina.
Partida Competitiva:De igual manera que la forma de juego principal esta incluye la posibilidad de conseguir rango pero esta tiene la diferencia de tener: A Escalada Y Ejecución.
Los cuales se diferencian por el tiempo de la partida y las rondas así como su complejidad.
Partida Contra IA: Este modo de juego unifica varios tipos de modos de multijugador, la diferencia es que juegas contra la máquina siempre y tu equipo puede estar formado por jugadores e IA. Puedes seleccionar el nivel de dificultad.
Partida Privada:
Duelo Por Equipos: Este modo de juego consiste en acabar con las reapariciones del equipo enemigo y al terminarlas matar a los 5 miembros de equipo restante , este tiene tres maneras para jugarse:partida social rápida, partida principal y en forma privada
Guardián: Este modo de juego consiste en eliminar al líder designado del otro equipo mientras proteges el tuyo, el líder cambia a cada ronda y para que se distinga con los demás jugadores esta en color oro
Rey de la colina: Este modo de juego consiste en capturar un punto designado durante un tiempo, el cual va cambiando cada 30 segundos, la partida termina cuando llegas a los 180 puntos.
Zona de guerra: Modo de juego que consiste en que ambos bando solo tienen una vida por ronda lo cual provoca que seas muy cuidadoso en tu vida este se gana al derrotar a todo el equipo enemigo.
Escalada: Modo de juego que consiste en capturar 3 anillos en diferentes posiciones 2 posicionados al salir de cada respawn y otro en el centro del mapa lo cual provoca que este modo sea el perfecto para ser competitivo y para que cada equipo muestre lo mejor de sí mismo, la ronda se ganara cuando cualquier equipo logre 210 puntos o haga "dominio" el cual consiste que el equipo tenga en posición los tres diferentes anillos.
Dodgeball: Este consiste en que los ambos solo tienen una vida por miembro pero al momento que cualquiera de los dos bando tiene un miembro caída este podrá ser revivido por sus aliados vivos. Pero este solo reaparecerá si fue el primero en morir antes de otro compañero.
Ejecución: Este modo de juego consiste en eliminar al otro equipo haciendo ejecuciones, si caen y no los eliminas se recuperan.
Carrera armamentística: Este modo de juego consiste en eliminar al equipo contrario con las diferentes armas que te otorgan. Cuando eliminas a 3 enemigos con el arma inicial, te cambia a otro tipo, hasta llegar al última arma que es la Boltok.

## Personajes Multijugador
| PERSONAJE              | SERIE                           | FORMA DE CONSEGUIRLO                                  | CATEGORIA  | PRECIO   | VENTA |
| ---------------------- | ------------------------------- | ----------------------------------------------------- | ---------- | -------- | ----- |
| Anya Blindada          | Serie 2                         | Packs o crafteable                                    | Legendaria | 2,400    | 600   |
| Anya Del Día -E        | De Lanzamiento                  | Packs o crafteable                                    | Épica      | 600      | 150   |
| Anya Civil             | De Legado                       | Crftable o De packs Exclusivos de mes                 | Legendaria | 2,400    | 600   |
| Anya Del Mañana        | Reserva                         | Reservando el juego ahora crafteable en la serie 3    | Legendaria | 2,400    | 600   |
| Anya Vintage           | Crafteable                      | Crafteable                                            | Legendaria | 2,400    | 600   |
| URI femenino Aspho     | Vista previa de la UIR          | Packs de Mes y recompensa de niveles ahora crafteable | Épica      | 600      | 150   |
| URI femenino de Élite  | Vista previa de la UIR          | Packs de mes y Ahora crafteable                       | Legendaria | 2400     | 600   |
| URI masculino Aspho    | Vista previa de la UIR          | Packs de mes y Ahora crafteable                       | Épica      | 600      | 150   |
| URI Masculino De Élite | Vista previa de la UIR          | Packs de mes y Ahora crafteable                       | Legendaria | 2400     | 600   |
| Baird Blindado         | Serie De Lanzamiento            | Packs o crafteable                                    | Epica      | 600      | 150   |
| Baird Mecánico         | Ingenieros Gears                | Pack De Mes                                           | Legendaria | No tiene | 600   |
| Bernie Del Día -V      | Emergencia de RAAM y Crafteable | Packs de mes y Ahora crafteable                       | Legendaria | 2400     | 600   |

## Bandos
CGO: Coalición De Gobiernos Ordenados y la principal en los juegos esta en un comienzo se creó con el fin de poder derrotar a la UIR pero más tarde se enfocó en la derrota de los locust y al término de la guerra en proteger a la humanidad de las llamaradas en un principio su líder fue Richard Prescott más tarde sustituido por la primera Ministra Jinn.
UIR: Unión De Repúblicas Independientes Bando el cual combatió contra la CGO por el dominio de la inmulsion el cual perdió y dio acceso a los planos de el martillo de el alba. las únicas 2 apariciones fue con paduk en gears of war judgment y en esta nueva entrega (solo vistos en el prólogo y en multijugador).
Forasteros (outsiders): Bando el cual inicialmente no existía hasta los problemas en el asentamiento 5 (información desconocida) y desde este suceso se separó de la CGO y se forjaron como supervivientes tratando de sobrevivir a las llamaradas. Su líder es Reyna Diaz pero tras su muerte su líder seria Kait Diaz aunque según esta entrega se confirma la existencia de más poblados de estos pero aun son desconocidos pero se da un pequeño vistazo de estos con los mapas alba y reclamado.
D'bs: Este se puede considerar como un bando por su fuerza militar, estos son robots construidos por Damon Baird y hechos para defender las instalaciones de la CGO aunque la Primera Ministra Jinn los ocupa para perseguir y combatir a JD y su pelotón.
Swarm: Es el nuevo enemigo a combatir en esta cuarta entrega el cual surgió desde las raíces de los locust que se lograron encapullar y consiguieron sobrevivir al acelerador de partículas de Adam Fenix y estos comenzaron a incubar personas para comenzar con el método de evolución de los swarm comenzando como vainas al salir de estas son llamados juvies más tarde se vuelven a encapullar convirtiéndose en imagos y más tarde endureciendo su piel convirtiéndose en diferentes clases de estos.
Locust: En esta cuarta entrega aparecen en el prólogo de la campaña y en packs exclusivos aunque los scions son locust pero se hacen llamar swarm.

## Recompensas
Las cartas ofrecen una nueva forma de desbloquear contenidos de Gears of War 4, contenidos que representan gran variedad de cosas: de artículos de personalización a habilidades y equipo para Horda, pasando por recompensas adicionales por superar retos. No tienen efectos de juego sobre las partidas de Enfrentamiento. En estos modos solo se usan las de personalización y las recompensas.
La obtención de dos clásicas recompensas por partidas las cuales son los puntos de experiencia (necesarios para subir de nivel) y los créditos (monedas del juego las cuales se usan para comprar Packs) hacen que sea gratificante el jugar pero en esta entrega se incluyeron las cartas de recompensa las cuales sirven para obtener más experiencia o créditos cumpliendo diferentes retos.

## Horda 3.0
En esta horda 3.0 tu puedes personalizar tu área de batalla, ya sea para defensa o jugar a la ofensiva, desde poner barreras para retener a tus enemigos, hasta usar el martillo del alba, hay nuevos enemigos que enfrentar, e irán evolucionando conforme vayas subiendo de ronda con kriticalhedshot o kriticito, cambien iras obteniendo recompensas al cumplir ciertos desafíos.

## Packs
Los packs fueron una nueva dinámica que incluyó the coalitiion en esta nueva entrega del juego estos se pueden adquirir con créditos(moneda del juego la cual se consigue al jugar partidas u hordas) o hay excepciones en las cuales puedes usar dinero real dependiendo el país en que te encuentres variara su costo
Packs Normales: Estos son los ya incluidos en el juego desde un principio los cuales son:pack horda este tiene un precio de 400 créditos el cual te da 4 cartas para mejorar tus clases en horda o recompensas para horda y una carta extra de personalización, pack enfrentamiento tiene un costo de 400 créditos incluye 4 cartas de recompensa que pueden ser para enfrentamiento o para horda y una extra de personalización , pack operaciones especiales tiene un costo de 100 créditos este es todo al azar, pack de élite tiene un costo de 2000 créditos la cual solo te asegura una carta épica.
Packs Especiales: Estos son packs sacados por the coalition por parte de algún logro que hayas hecho o por tener pase de temporada ejemplo de estos son:pack pase de temporada este se consigue cuando tienes el pase de temporada, packs diseños ganadores se consigue si comenzaste a jugar gears antes del mes de diciembre.
Packs De Eventos
Packs eSport: Son packs que los obtienes participando en los torneos de eSports, o comprándolos con dinero real.

## Eventos
Horda Salvaje: día de comienzo 24 de febrero este evento trato de jugar las 50 hordas en el mapa torre de reloj en dificultad elevada (ya predeterminado) aquí se podía conseguir el drone swarm con variantes de su vestimenta las cuales eran piel de tigre: pasar 50 oleadas de horda salvaje, piel de geopardo al pasar 100 oleadas y al completar 200 oleadas se conseguía la piel de leopardo esto era a más tardar el 28 de febrero y los skins se entregaran el 31 de marzo del 2017.
Evento de San Valentin llamado "Cupid Toque Bow Tag ": estuvo disponible a partir del 10 de febrero hasta el 20 de febrero de 2017 y 2018, este evento consistió en una partida de duelo por equipos pero con la variante que solo se podía ocupar arco explosivo y ambos equipos tenían en la cabeza una especie de máscara con forma de corazón.

## Armas
Pistola de Cañón Corto
Rifle De Asalto Lancer Mk 2
Escopeta Gnasher
Lancer
Rifle De Asalto Hammerburst
Enforcer
Rifle Francotirador De Largo Alcance
Martillo Del Alba
Pistola Boltok
Escudo Acorazado (No se puede agarrar como un arma pero está detrás de los Scions Buzzkill)
Lanza granadas
Arco Explosivo
Mulcher
Dropshot
Cañón Triple (Tri-shot)
R4-Salvo
Rifle De Asalto Lancer Mk 1(Retro Lancer)
Bajonazo (Buzzkill)
Rifle Francotirador Markza Mk 1
EMBAR
Trituradora (Overkill)
Granada de Descargas
Granada Incendiaria
Granada De Humo
Granada De Fragmentación CGO
Granada De Fragmentación Locust

## Pase De Temporada
Prepara tus Lancers para el multijugador y el cooperativo con el pase de temporada de Gears of War 4. Únete a esta experiencia VIP y consigue las siguientes ventajas: - Acceso inmediato a 19 packs Gear, 60 cartas de la colección de contenido de la temporada 2, 5 cartas de habilidad de El resurgir de la Horda garantizadas y un pack Experto de Horda - Acceso a una lista de juego de los desarrolladores exclusiva que te permite probar nuevos mapas, modos y características antes de su lanzamiento general - Cinco artículos digitales exclusivos del pack Vintage VIP que incluyen: el diseño de personaje JD vintage, los diseños de arma de la Gnasher y la Dropshot vintage, el emblema JD vintage y el botín JD vintage para obtener más PE - Más de 24 mapas adicionales de las descargas de contenido (a razón de dos al mes durante un año) en propiedad permanente para jugar partidas privadas en servidores dedicados.

## Personalización
Esta consiste en poder elegir el personaje con el cual jugar en tu siguiente partida así como diferentes diseños para todas las armas en excepción de las armas pesadas (Tri-shot, Mulcher y la R4-Salvo) todo esto no afecta al juego sino que solo afecta la experiencia de jugabilidad, todos los aspectos de personalización disponibles de pueden conseguir por medio de los packs o crafteandolos con chatarra que se consigue al destruir objetos repetidos.

## Gears E sports
The Coalition en esta cuarta entrega decidió hacer y expandir la comunidad competitiva de gears metiendo al ámbito competitivo diferentes equipos de diferentes regiones para combatir en el modo de juego escalada dando premios a los equipos mejores colocados.
Los equipos para poder participar en este evento tienen que combatir con otros en lo conocido como "Gears Fight Nights" las cuales se llevan a cabo los días miércoles dependiendo de sus victorias y derrotas se verá si es capaz de participar en los eventos principales los cuales se llevan a cabo los sábados y domingos(fecha aún no confirmada con exactitud).
Acerca de el premio este es financiado por packs especiales de cada lugar a el que se va y los packs suport 1,2,3,4,5,6,7,8,9,10,11 y próximos. Y para cada equipo participante, se agregó al juego una Lancer personalizada con su logo para apoyarlos en los torneos mundiales, los cuales cada skin tiene un precio de $177 (Pesos mexicanos).
A 20 de octubre de 2018 se han llevado a cabo E sports en:
Colombus, Estados Unidos, Nov,2016.
Londres, Gran Bretaña. Dic 15,2016.
Ciudad De México, México. Feb 10, 2017.
Atlanta, Estados Unidos. Mar 15, 2017.
París, Francia. May 8,2017.
Las vegas, Estados Unidos. May 16, 2017.
Dallas, Estados Unidos. Nov 20, 2017.
Ciudad de México, México (este se iba a hacer el 13 de septiembre pero fue pospuesto por el terremoto del 19 de septiembre.) Ene 16, 2018.
Las vegas, Estados Unidos. May 28, 2018.
Nueva Orleans, Estados Unidos. Jul 20, 2018.
San Diego, Estados Unidos. Ago 13, 2018.